# Trachinidae
La famiglia Trachinidae comprende 9 specie di pesci d'acqua salata conosciuti comunemente come tracine o pesci ragno, appartenenti all'ordine Perciformes.

## Distribuzione e habitat
Questi pesci sono diffusi nei bassi fondali sabbiosi di tutto il mar Mediterraneo e sulle coste atlantiche dall'Europa occidentale a nord fino all'arcipelago britannico e a sud fino all'Africa tropicale. Una specie vive nell'Oceano Pacifico cileno.

## Descrizione

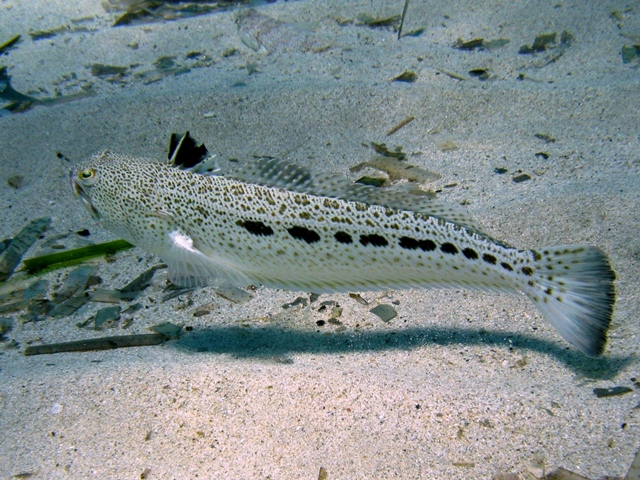
Trachinus araneus nei fondali della Sardegna

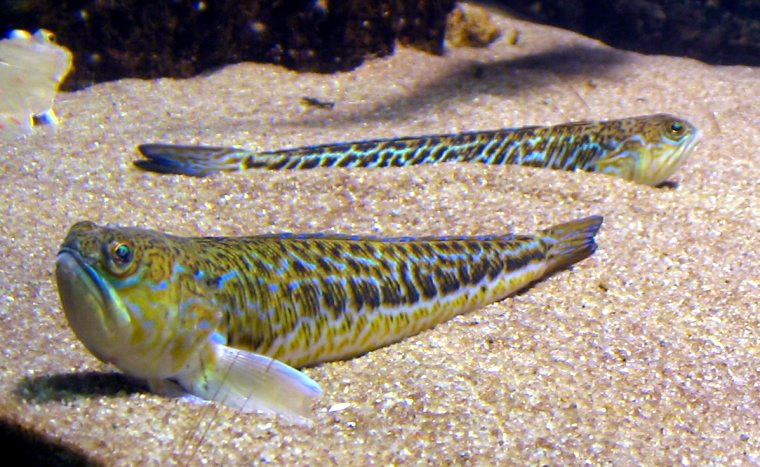
Due esemplari di Trachinus draco

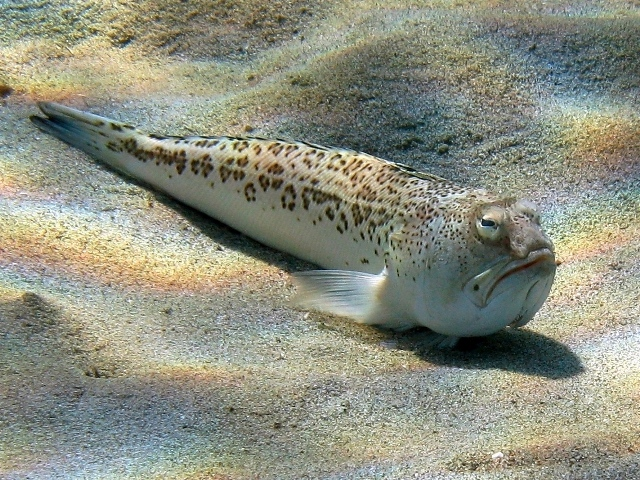
Un esemplare di Trachinus radiatus fotografato in Grecia

Le tracine presentano un corpo cilindrico ma appiattito sul ventre (sono pesci che vivono principalmente sul fondo), con testa arrotondata, bocca molto grande rivolta verso l'alto e occhi posti molto in alto sulla testa.
Le pinne pettorali sono ampie, le ventrali piccole. La lunga pinna dorsale è preceduta da una pinna formata da 5-6 raggi-spine cavi, collegati a una ghiandola velenifera. Altre spine velenifere sono poste sull'opercolo branchiale. La pinna anale è opposta e simmetrica alla dorsale. La pinna caudale è a delta. La livrea è variabile da specie a specie, anche se tutte presentano un ventre giallo-bianco, mentre il resto del corpo ha un colore di fondo bianco, giallo o beige marezzato di bruno o di nero.
Le dimensioni variano dai 15 cm di Trachinus collignoni ai 53 cm di Trachinus draco.

## Alimentazione
Le tracine si infossano nel fondale sabbioso, lasciando liberi solo gli occhi e le spine velenifere. Quando una preda capita a portata di bocca esse escono velocemente dal loro nascondiglio. Si cibano di piccoli pesci e crostacei.

## Predatori
Non hanno molti predatori, poiché la loro puntura dolorosa è un'esperienza estremamente dissuasiva per qualunque animale provi a inghiottirli.

## Pesca
Le tracine sono pescate per le loro carni delicate, anche se conosciute come pesce povero. Sono cucinate in bianco, se grandi, oppure fritte o ancora aggiunte alle zuppe e ai brodi di pesce se piccole. Vengono catturate sia con le reti da posta che con vari tipi di lenze, compresa la pesca alla traina e anche la pesca a strascico.

## Pericolosità per l'uomo
Questi pesci sono dotati di aculei velenosi sul dorso, che utilizzano a scopo difensivo. Per l'uomo non è raro venire a contatto con questi pesci, sia sulle spiagge sia durante la pesca. 
Il contatto con gli aculei del pesce può provocare in poco tempo pesanti irritazioni e dolori crescenti che si propagano per tutto il corpo. Il dolore è molto acuto, un bruciore profondo che si irradia dalla ferita lungo tutto l'arto, raramente arrivando fino all'inguine o all'ascella (a seconda dell'arto colpito), raggiungendo il suo massimo dopo 30-45 minuti dalla puntura e perdurando a volte per 24 ore, con strascichi di formicolii e insensibilità. Nonostante il fortissimo dolore (si dice che i pescatori che si pungevano in antichità venissero legati per evitare che si uccidessero buttandosi a mare), il veleno non è pericoloso per l'uomo e viene smaltito in fretta. Piuttosto spesso, però, per lo shock doloroso l'organismo reagisce con nausea, vomito, tremori, svenimenti e giramenti di testa; può risultare particolarmente pericoloso nei soggetti affetti da patologie cardiache: alcune testimonianze in merito non escludono che abbia provocato la morte per arresto cardiaco.
Può essere necessaria la profilassi antitetanica.
Per un primo soccorso è utile immergere la zona colpita in acqua (anche salata) molto calda per almeno un'ora, o tenerla per 30 minuti sotto la sabbia riscaldata dal sole, poiché il veleno è termolabile. Non è consigliato l'utilizzo di acqua fredda o ammoniaca. 
È utile premere per qualche istante sulla ferita per favorire l'uscita di sangue e ridurre il rischio di infezione.

## Specie
La famiglia comprende 9 specie, suddivise in due generi:
- Genere Echiichthys
  - Echiichthys vipera
- Genere Trachinus
  - Trachinus araneus
  - Trachinus armatus
  - Trachinus collignoni
  - Trachinus cornutus
  - Trachinus draco
  - Trachinus lineolatus
  - Trachinus pellegrini
  - Trachinus radiatus